# 33861 Boucvalt
33861 Boucvalt este o planetă minoră (asteroid), cu un diametru de 2,174 km, din centura de asteroizi. A fost descoperită pe 29 aprilie 2000 la Experimental Test Site⁠(d) de Lincoln Near-Earth Asteroid Research. 
Obiectul prezintă o orbită caracterizată de o semiaxă mare de 2,5182444 UAi, o excentricitate de 0,17, o înclinație de 1,98287 ° în raport cu ecliptica.